# Биккембергс, Курт
Курт Биккембергс (нидерл. Kurt Bikkembergs; род. 5 августа 1963, Хасселт) — бельгийский композитор и хоровой дирижёр.
Окончил Институт Лемменса в Лёвене (1978), где среди его наставников были, в частности, Лоде Дилтинс, Пауль Схолларт и Люк ван Хове. Дополнительно занимался композицией под руководством Хайнца Кратохвила. С 1986 г. сам преподаёт там же. В разные годы руководил различными бельгийскими хоровыми коллективами, в числе прочего был хормейстером Фламандской оперы в Антверпене (2002—2008) и Брюссельского кафедрального собора (2002—2013). В настоящее время художественный руководитель Нидерландского студенческого камерного хора.
Биккембергсу принадлежит около 200 композиций, преимущественно духовная музыка (в том числе три оратории), но также камерные произведения. Он удостоен в Бельгии ряда премий, в том числе премии бургомистра Хасселта (1991).